# Vivien Stern, Baroness Stern

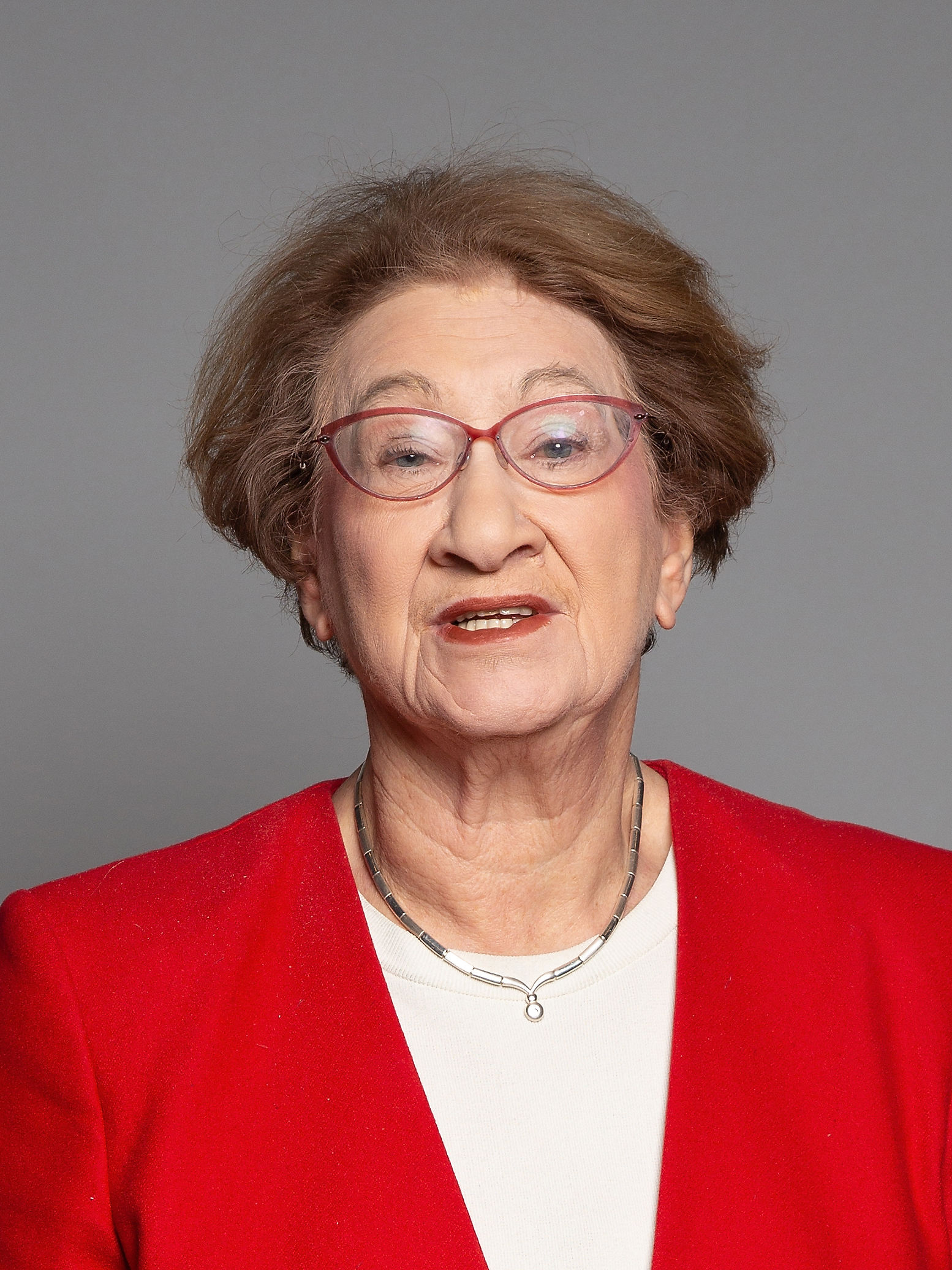
Vivien Stern, Baroness Stern, 2018

Vivien Helen Stern, Baroness Stern (* 25. September 1941) ist eine britische Politikerin. Sie gilt als eine der führenden Expertinnen und Vorkämpferinnen auf dem Gebiet von Strafrechtsreformen.

## Leben
Vivien Stern wurde als Vivien Helen Stern als Tochter von Frederick Stern und dessen Ehefrau Renate Mills geboren. Sie besuchte das Kent College in Pembury in der Grafschaft Kent. Sie studierte Englische Literatur an der University of Bristol; dort schloss sie 1963 mit einem Bachelor of Arts und 1964 mit dem Master of Letters (MLitt) im Fach Englische Literatur ab. 1965 legte sie das Lehrerexamen (Certificate in Education; CertEd) ab.
1970 wurde sie Dozentin (Lecturer) für Pädagogik. Von 1970 bis 1977 arbeitete sie für die durch den Race Relations Act 1968 errichtete Community Relations Commission. 1977 wurde Stern Direktorin (Director) der National Association for the Care and Resettlement of Offenders (NACRO), einer eingetragenen Wohltätigkeitsorganisation (Registered Charity) auf dem Gebiet der Prävention von Verbrechen und Kriminalität und der Resozialisierung von Straftätern. Dieses Amt hatte sie fast 20 Jahre (bis 1996) inne.
Von 1984 bis 1991 war sie als Gastdozentin (Visiting Fellow) am Nuffield College der University of Oxford tätig. 1984/1985 war sie Mitglied (Committee Member) des Prison Disciplinary System. 1989 gründete sie mit anderen Mitstreitern die Organisation Penal Reform International (PRI), eine Nichtregierungsorganisation, die sich weltweit für eine Reform des Strafvollzugs und für Strafrechtsreformen einsetzt. Von 1989 bis 2006 war sie dort Generalsekretärin (Secretary General); mittlerweile ist die Ehrenpräsidentin der Organisation. 1997 wurde sie Senior Research Fellow der London University, beim International Centre for Prison Studies (ICPS) am King’s College London. 2003 wurde sie Convenor des Scottish Consortium on Crime and Criminal Justice.
Stern war auch in zahlreichen internationalen Organisationen tätig: Sie war von 1993 bis 2000 Vorstandsmitglied (Board Member) der Association pour la prévention de la torture (Association for Prevention of Torture) in Genf. Sie war weiters von 2001 bis 2007Vizepräsidentin (Vice-president) im Comité de Soutien (Unterstützungskomitee) der Organisation Français Incarcérés au Loin (FIL). Aktuell (Stand: November 2012) ist sie Mitglied des Beratungsgremiums (Advisory Board) des United Nations Latin American Institute for the Prevention of Crime and the Treatment of Offenders (ILANUD).
Stern ist außerdem Treuhänderin (Trustee) der Milton S Eisenhower Foundation in Washington, D.C. sowie Schirmherrin (Patron) zahlreicher Wohltätigkeitsorganisationen, unter anderem Venture Trust, Prisoners’ Education Trust, New Bridge Foundation, Royal Philanthropic Society, Clean Break und Rethink.
Stern ist Verfasserin zahlreicher Bücher, insbesondere zu den Themen Strafvollzug und Strafrechtspflege. Zu ihren Veröffentlichungen gehören unter anderem: Bricks of Shame: Britain's Prisons, A Sin Against the Future: Imprisonment in the World, Failures in Penal Policy; Imprisoned by Our Prisons: a programme for reform (Fabian Series); The Prisons We Deserve, Alternatives to Prison in Developing Countries, Developing Alternatives to Prison in East and Central Europe and Central Asia and Sentenced to Die? The problem of TB in prisons in Eastern Europe and Central Asia.
Ihr Buch Creating Criminals: People and Prisons in a Market Society erschien im Mai 2006 im Verlag Zed Books.

## Stern Review
Im September 2009 wurde Stern vom Government Equalities Office und vom Home Office der britischen Regierung mit dem Vorsitz und der Leitung einer systematischen Untersuchung über die Behandlung und strafrechtliche Verfolgung von Vergewaltigungen durch die Behörden in England und Wales beauftragt. Die Untersuchung wurde durch Harriet Harman, die Ministerin  für Frauen und Gleichberechtigung, im September 2009 angekündigt. Ihr 2010 veröffentlichter Bericht, der sog. The Stern Review fand allgemeine Anerkennung und Beachtung.

## Mitgliedschaft im House of Lords
Am 13. August 1999 wurde sie zum Life Peer ernannt. Sie trägt den Titel Baroness Stern, of Vauxhall in the London Borough of Lambeth. Im House of Lords sitzt sie als Crossbencher. Am 24. November 1999 hielt sie ihre Antrittsrede.
Stern war Mitglied zahlreicher Ausschüsse des House of Lords. Von 1999 bis 2003 war sie Mitglied des House of Lords European Select Committee mit Zuständigkeit für Angelegenheiten der Europäischen Union. Seit 2004 ist sie Mitglied des für Menschenrechte zuständigen Parliamentary Joint Committee on Human Rights. Sie ist ebenfalls Mitglied des Parliamentary Joint Committee on Statutory Instruments.
Zu den politischen Interessengebieten Sterns gehören insbesondere Strafjustiz und Strafrechtspflege, Strafrechtsreformen, Strafvollzug und das Gefängniswesen, Menschenrechte, Außenpolitik und Internationale Entwicklung.

## Ehrungen
Stern wurde 1992 zum Commander des Order of the British Empire ernannt.
Stern ist Träger mehrerer Ehrendoktortitel. Sie ist Ehrendoktorin der University of Bristol, der Oxford Brookes University, der University of Stirling und der University of Edinburgh. Sie ist Honorary Fellow der London School of Economics.

## Privates
Stern ist mit dem ehemaligen Hochschulprofessor Andrew Coyle verheiratet.